# La guerra di Joseph
La guerra di Joseph è un libro che racconta le vicissitudini avute dai due protagonisti, la guida alpina valdostana Joseph Gaspard e il conte fiorentino Ugo Ottolenghi di Vallepiana, durante i combattimenti tra italiani e austriaci sul fronte dolomitico durante la prima guerra mondiale.
I due, dopo essersi conosciuti alcuni anni prima lo scoppio del conflitto durante un'ascensione sul Cervino, si ritrovarono a combattere fianco a fianco in quella porzione di fronte dal passo di Falzarego ai piedi della Tofana di Rozes.

## Trama
Dopo la chiamata alle armi, e i primi scontri tra alpini e kaiserjäger per impadronirsi dell'unica via d'accesso tra la val Falzarego e la val Travenanzes, ossia il Col de Bois, i comandi italiani affidarono al tenente Ottolenghi il compito di scalare il camino sud della Tofana di Rozes per poter attaccare il colle dall'alto, eludendo le difese austriache del "Castelletto". Questo è un torrione roccioso a cavallo della val Costeana e della val Travenanzes, del tutto inaccessibile dal basso, che rimase in mano austriaca fino all'11 luglio 1916.
Per compiere l'impresa Ottolenghi volle al suo fianco proprio Joseph Gaspard, che nonostante si trovasse al deposito militare di Roma, fu immediatamente trasferito in val Falzarego dove iniziò con Vallepiana i preparativi della scalata. 
Il camino da scalare si rivelò un'ascesa rischiosa e ardua per entrambi, ma alla fine i due raggiunsero la cresta ovest della Tofana di Rozes, li seguirono i volontari feltrini che montarono una mitragliatrice e la puntarono verso il Castelletto. Intanto più in basso, nelle viscere della Tofana, i minatori italiani stavano ultimando i preparativi per la mina da 35 tonnellate da far brillare sotto le postazioni austriache del Castelletto. In questo modo gli italiani avrebbero potuto attaccare il caposaldo austriaco con il fuoco proveniente dalla cresta ovest e dal basso con gli uomini del 77ª Compagnia sfruttando il caos e le perdite causate dall'esplosione della mina.
Ma nonostante l'alacre lavoro dei minatori e l'impresa di Gaspard e Vallepiana, l'attacco della mina fu vittorioso ma non decisivo e gli austriaci riuscirono a contenere e quindi fermare l'avanzata italiana in val Travenanzes, vanificando gli sforzi italiani. Intanto l'inverno si fece alle porte e i combattimenti cessarono quasi del tutto, ma non le perdite per entrambe le parti. Moltissimi furono i soldati portati via dalle valanghe o morti per assideramento in entrambi gli schieramenti.
Con l'arrivo della primavera, ricominciarono anche i preparativi alla guerra. Vennero scavate nuove trincee, scavati camminamenti, posizionati i reticolati e si videro ricomparire le sagome dei cecchini e delle bocche da fuoco. Gaspard e Vallepiana si trovarono a scalare la Tofana per raggiungere la vetta e prepararsi ad un eventuale attacco verso la valle, ma giunti in cima furono sorpresi da un temporale, e nonostante riuscirono a ripararsi in una baracca, Gaspard fu colpito da un fulmine. La guida di Valtournenche sopravvisse ma i danni subiti non gli permisero più di svolgere il suo lavoro di guida alpina, e tornato a casa si dedicò alla famiglia, mentre Vallepiana sopravvisse alla guerra e continuò a scalare le montagne anche in tempo di pace.

## Edizione
- Enrico Camanni, La guerra di Joseph, Cda&Vivalda, Torino, 2004 3ª ed., ISBN 88-7808-137-X